# مانويل كارديناس فونسيكا
مانويل كارديناس فونسيكا (بالإسبانية: Manuel Cárdenas Fonseca)‏ هو سياسي مكسيكي، ولد في 13 فبراير 1958 في المكسيك. حزبياً، نشط في New Alliance Party (Mexico) ‏. وقد انتخب عضو مجلس النواب المكسيك.